# St. Georg (Münster)
Die römisch-katholische Filialkirche St. Georg in Münster, einem Ortsteil der Gemeinde Wurmsham im niederbayerischen Landkreis Landshut, ist eine spätgotische Saalkirche, die auf das ausgehende 15. Jahrhundert datiert wird. Der Innenraum wurde im 17. und 18. Jahrhundert im Barock- und Rokoko-Stil ausgestattet. Das dem heiligen Georg (Gedenktag: 23. April) geweihte Gotteshaus ist als Baudenkmal mit der Nummer D-2-74-193-11 beim Bayerischen Landesamt für Denkmalpflege eingetragen. Münster ist eine Filiale der Pfarrei Pauli Bekehrung in Pauluszell, die wiederum Teil des Pfarrverbands Velden ist.

## Geschichte
Der Ortsname Münster leitet sich von der lateinischen Bezeichnung für ein Kloster ab. Die klösterliche Ansiedlung könnte bis in das 7. Jahrhundert nach Christus zurückreichen. Dennoch wurde Münster in keiner bis heute erhaltenen Klostergeschichte oder Klosterbeschreibung erwähnt, wohl aber um 1150 als Edelsitz. Im 16. Jahrhundert wurde eine ärmliche Kapelle mit nur einem Altar und ohne Sakristei in Münster erwähnt. Wahrscheinlich handelt es sich dabei bereits um den heutigen, für eine Landkirche stattlichen Kirchenbau, der wohl im ausgehenden 15. Jahrhundert errichtet worden war. Um 1500 war Münster eine Filiale der Pfarrei Ruprechtsberg (deren Pfarrsitz 1962 nach Eberspoint verlegt wurde). Wann Münster der Pfarrei Velden zugeordnet wurde, ist unklar. 1921 wurde die Pfarrei Pauluszell, zu der Münster heute gehört, von der Mutterpfarrei Velden abgespalten.
Im 17. und 18. Jahrhundert wurde der Innenraum nach und nach im Stile des Barock und Rokoko eingerichtet. Die spätgotische Baugestalt blieb jedoch im Wesentlichen erhalten. In den Jahren 1985 bis 1989 wurde eine Gesamtrenovierung für knapp 400.000 D-Mark vorgenommen. Die Arbeiten im Innenraum übernahm der Kirchenmaler Bernd Holderried aus Pfaffenhofen an der Ilm, der unter anderem die ursprüngliche Rokokofassung von Hochaltar und Kanzel wiederherstellte.

## Architektur

### Außenbau
Die einschiffige, nach Osten ausgerichtete Saalkirche umfasst einen eingezogenen Chor mit zwei Jochen und Schluss in drei Achteckseiten, ein Langhaus mit drei Jochen und einen leicht in das Langhaus einspringenden Westturm. Letzterer besitzt fünf quadratische Geschosse, die durch schwache Gesimse getrennt sind. Den oberen Abschluss bildet ein Satteldach, das von zwei Staffelgiebeln flankiert wird.
Im Übrigen wird der vollständig verputzte Backsteinbau durch schmale, spitzbogige Fensteröffnungen und ein Kaffgesims am Chor, das die Fensteröffnungen im Rechteck umfängt, gegliedert. Der umlaufende Sockel besteht zum Teil aus Nagelfluh. Das einzige Portal ist auf der Südseite im westlichen Langhausjoch angeordnet. Es ist spitzbogig mit doppelt gekehlter Laibung ausgeführt und in eine gefaste Kielbogenblende eingelassen.

### Innenraum
Chor und Langhaus werden von einem spätgotischen Netzrippengewölbe überspannt, deren Figuration an die Gewölbe von Chor und Mittelschiff in der Vilsbiburger Stadtpfarrkirche angelehnt ist. Das Chorgewölbe ruht auf Wandpfeilern, die an den Kanten mit einer Kehle zwischen Fasen profiliert sind, und ebensolchen, spitzen Schildbögen. Den Wandpfeilern sind Runddienste vorgelegt, denen die einfach gekehlten Gewölberippen ohne Vermittlung entspringen. Letztere laufen auf zwei runde, an den Kanten gefaste Schlusssteine am Gewölbescheitel zu. Den Übergang zum Langhaus vermittelt ein spitzer Chorbogen, der im unteren Teil mit abgeschrägten Kante, im Bogen mit beidseitigen Kehlen profiliert ist.
Die Wandpfeiler im Langhaus sind an den Kanten einfach gefast und besitzen vorgelegte Runddienste zwischen Kehlen. Die profilierten Rundkapitelle sind teilweise mit Tartschen belegt. Die beiden östlichen Wandpfeiler weisen den Kapitellen entsprechende Konsolen auf. Den Kapitellen bzw. Konsolen entspringen birnstabförmige Rippen, die auf runde Schlusssteine am Gewölbescheitel zulaufen. Anstelle einer Sakristei befinden sich auf der Südseite im Chor und auf der Nordseite im Langhaus kleine, im Giebelbogen geschlossene Nischen zur Aufnahme liturgischer Geräte. Der Zugang vom Langhaus zu dem Raum im Untergeschoss des Turmes ist stichbogig ausgeführt.

## Ausstattung
Der Hochaltar wurde um 1750 im Rokokostil ausgeführt. Der Aufbau wird von vier Rundsäulen getragen, die das Altarblatt mit einer Darstellung des Kirchenpatrons Georg als Drachentöter flankieren. Der von Voluten flankierte Auszug enthält ein Gemälde der heiligen Katharina. Die Kanzel dürfte gleichzeitig mit dem Hochaltar entstanden sein und ist reich mit Rokokomuschelwerk verziert. Aus dem Turm läuten zwei historische Glocken. Die größere weist einen Durchmesser von 56 Zentimetern auf und ist mit Rokokomuschelwerk verziert. Das genaue Gussjahr ist unbekannt. Die kleinere mit einem Durchmesser von 48 Zentimetern stammt noch aus der Erbauungszeit der Kirche. Sie trägt folgende Umschrift in gotischen Minuskeln: anthoni vogel gos mich anno m ccccc ii (1502).